# Bukowinaer Post
Bukowinaer Post і Bukowinaer Rundschau — австрійська газета, що виходила в Чернівцях.
«Bukowinaer Post» виходила тричі на тиждень у 1893—1914 роках; видавцем і головним редактором був Моріц Штекель. «Bukovinaer Rundschau» виходила два-три рази на тиждень з 1882 по 1893 рік, а потім щодня до 1907 року у видавництві Германа Чоппа.
«Bukowinaer Rundschau» випускалася видавцем Германом Чоппом у власній друкарні. Тривалий час «Bukovinaer Post» конкурувала з «Czernowitzer Zeitung». До заснування великих щоденних газет «Czernowitzer Tagblatt», «Czernowitzer Allgemeine Zeitung» і «Czernowitzer Morgenblatt» вона була провідною місцевою газетою. Політично вона була близька до Німецької ліберальної партії.